# Robert Büchting
Robert Büchting (* 19. Juli 1861 in Magdeburg; † 7. September 1925 in Liegnitz) war ein deutscher Kommunaljurist, preußischer Landrat, MdA Preußen (1913–1918) sowie Regierungspräsident in Liegnitz (1919–1925).

## Leben und Beruf
Büchting trat 1884 als promovierter Jurist (Dr. iur.) in den preußischen Verwaltungsdienst ein. 1897 war er Landrat vom Oberwesterwaldkreis und 1906 wurde er als Geheimer Regierungsrat zum Landrat im Kreis Limburg ernannt. Von 1913 bis 1918 war Büchting Mitglied des Preußischen Abgeordnetenhauses (MdA) für die Nationalliberale Partei (NLP). Während des Ersten Weltkrieges versah er von 1915 bis 1918 als Kreischef im Generalgouvernement Warschau seinen Dienst.
1919 wurde Büchting als Regierungspräsident für den Regierungsbezirk Liegnitz ernannt.
Büchting war ferner im Vorstand des Mitteldeutschen Arbeitsnachweisverbandes und versah den Posten eines Staatskommissares vom Kreditinstitut Ober- und Niederlausitz.